# Église Saint-Védard de Coubisou
L'église Saint-Védard est une église située en France sur la commune de Coubisou, dans le département de l'Aveyron en région Occitanie.
Elle fait l'objet d'une protection au titre des monuments historiques.

## Description
L'église est dédiée à saint Védard, évêque régionaire fêté le 1er mars.

## Localisation
L'église est située sur la commune de Coubisou, dans le département français de l'Aveyron.

## Historique
L'église a été bâtie au XIIe siècle, et modifiée au XVe siècle.
L'édifice est inscrit au titre des monuments historiques le 17 juillet 1978.

## Galerie

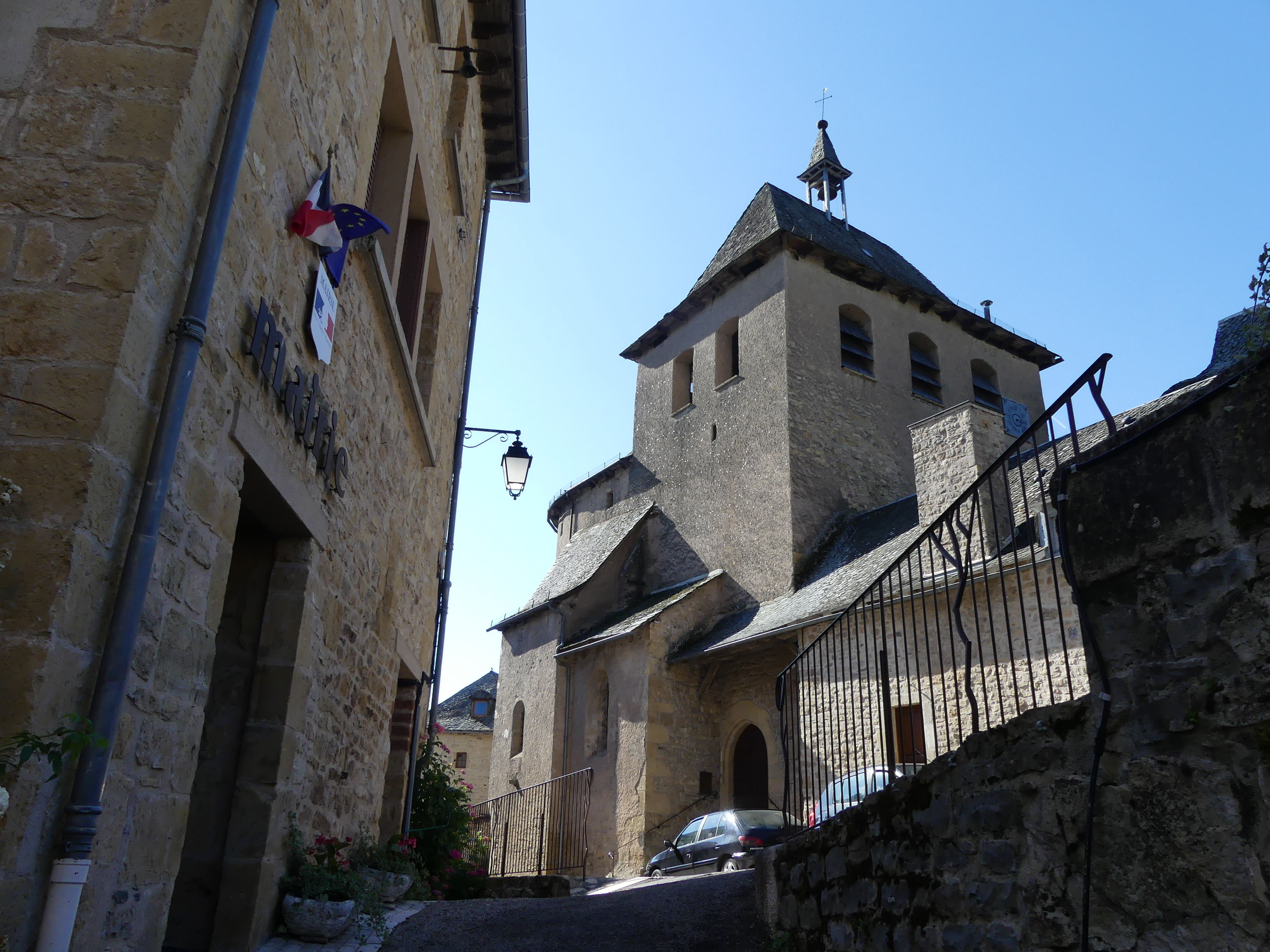
L'église.
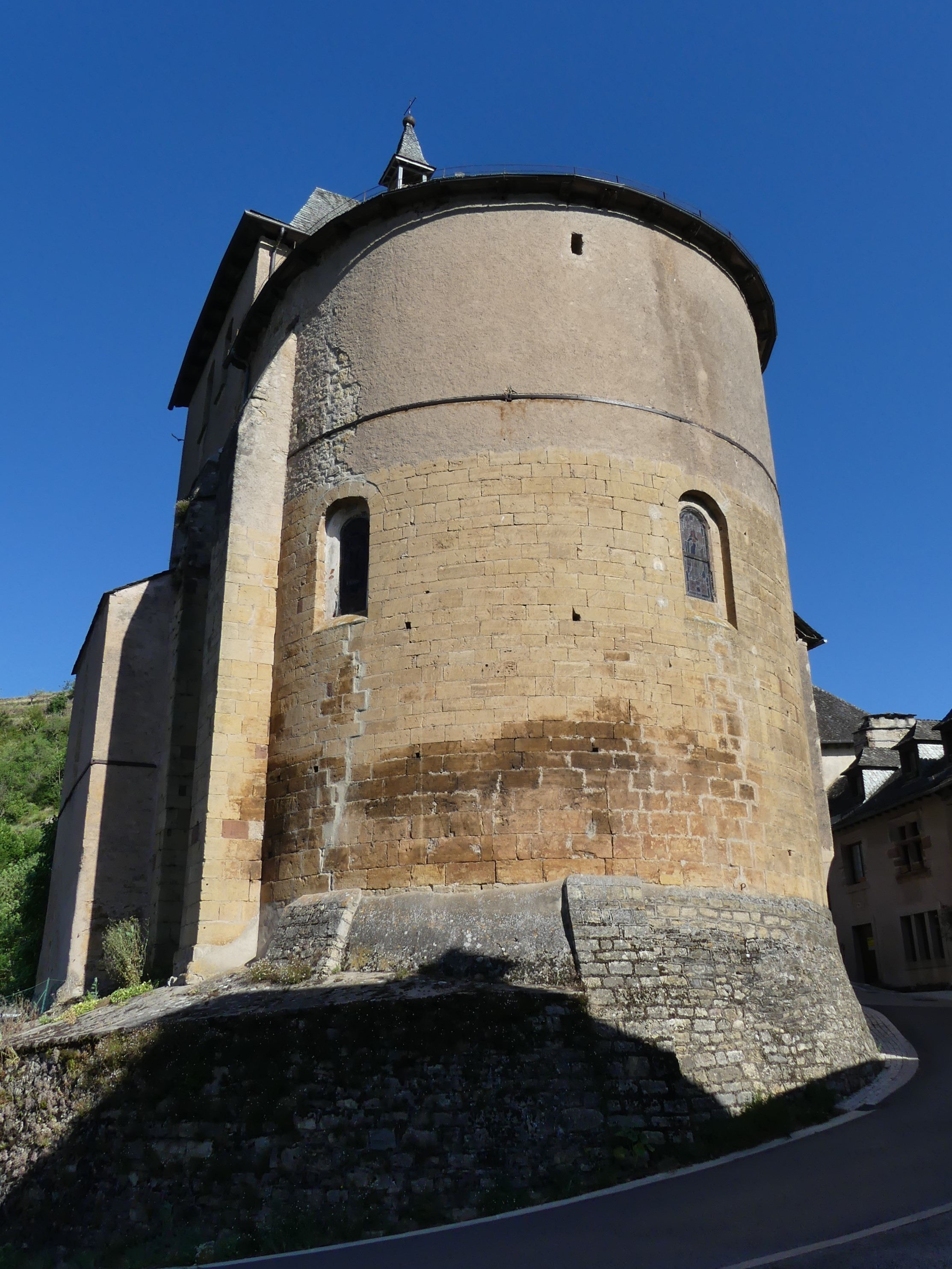
Le chevet.
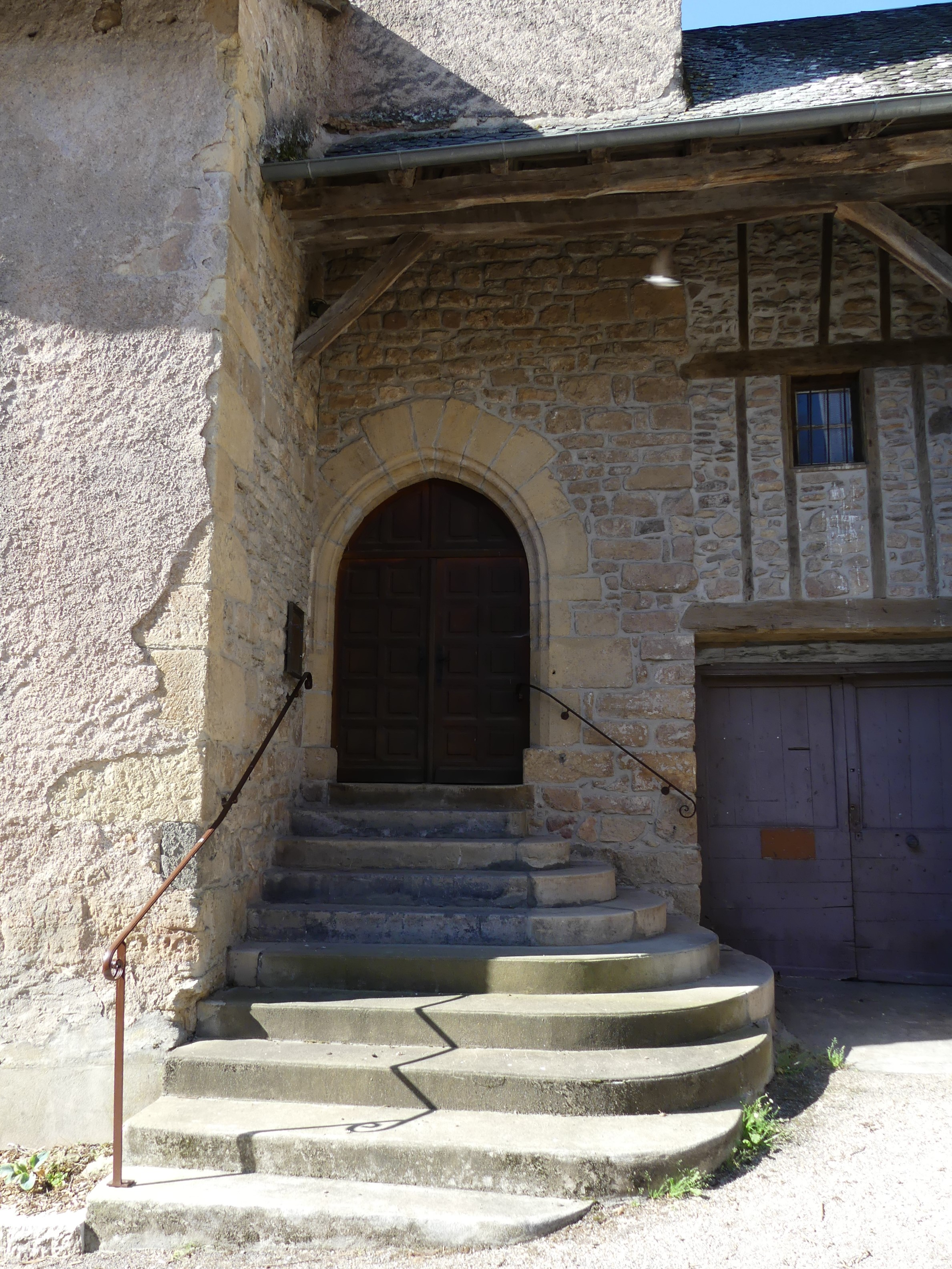
Le portail.